# Microsoft Management Console
Microsoft Management Console (MMC) is een toepassing die optreedt als host voor hulpprogramma’s voor het systeembeheer van computers, netwerken en andere systeem-componenten.
Microsoft Management Console verscheen voor het eerst in Windows 2000, en sommige consoles in Windows Vista zien er precies zo uit als hun tegenhangers. Andere consoles profiteren echter van de nieuwe functies die zijn toegevoegd aan de Windows Vista-versie van MMC: het actiedeelvenster en de ondersteuning voor een detailsdeelvenster met zijn schat aan mogelijkheden.
Op zichzelf verricht MMC geen systeembeheerservices. Het is meer een gastheer voor één of meer modules, die al het nuttige werk doen. MMC biedt een consistente gebruikersinterface, zodat u of de gebruikers die u ondersteunt elke keer dat u een of andere computerbeheertaak moet uitvoeren, qua indeling min of meer dezelfde soort toepassing te zien krijgen. Een combinatie van een of meer modules kan worden opgeslagen in een bestand dat Microsoft Common Console Document wordt genoemd of, gebruikelijker, een MMC-console.